# Hypena chionosticha
Hypena chionosticha là một loài bướm đêm trong họ Erebidae.